# Aprilia (společnost)
Aprilia je italská firma zabývající se výrobou motocyklů. Vznikla v létě 1945, kdy Alberto Beggio založil malou firmu na výrobu jízdních kol. Centrem firmy je město Noale v provincii Benátky.
S výrobou motocyklů začala Aprilia v roce 1968, kdy ji převzal Ivano Beggio. Firma začínala výrobou trojice modelů o obsahu 50 cm³ – Colibri, Daniela a Packi. V roce 1970 byla zahájena výroba motokrosového modelu Scarabeo.
V osmdesátých letech zahájila firma spolupráci s Rotaxem a v devadesátých letech vstoupila do mistrovství světa silničních motocyklů s jezdci jako Rossi nebo Biaggi.
V devedesátých letech se začal vyrábět skútr SR 50.
V mistrovství světa superbiků nasadila Aprilia motocykl Aprilia RSV 1000R. Z dalších modelů jsou známé například Tuono 1000R, SL 750 Shiver nebo enduro Pegaso.